# Cyclopteridae

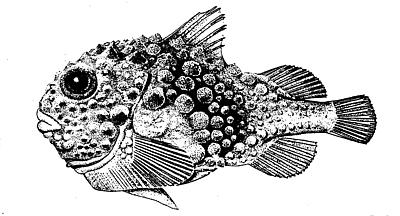
Eumicrotremus spinosus.

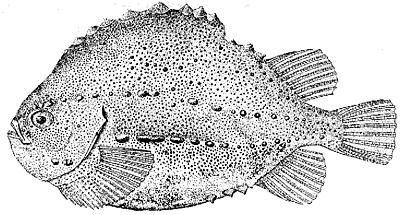
Cyclopterus lumpus.

Cyclopteridae (do grego: kyklos, círculo, e pteryx, asa) é uma família de peixes actinopterígios da ordem Scorpaeniformes. São animais com distribuição natural nas águas frias dos oceanos Ártico, Atlântico Norte e Pacífico Norte, sendo que é neste último que se concentra a maior diversidade de espécies. As ovas das espécies de maior tamanho são utilizadas como sucedâneo do caviar na gastronomia escandinava.

## Taxonomia
A família inclui 28 espécies agrupadas em seis géneros:
- Género Aptocyclus
  - Aptocyclus ventricosus (Pallas, 1769).
- Género Cyclopsis
  - Cyclopsis tentacularis Popov, 1930.
- Género Cyclopteropsis
  - Cyclopteropsis bergi Popov, 1929.
  - Cyclopteropsis brashnikowi (Schmidt, 1904).
  - Cyclopteropsis inarmatus Mednikov & Prokhorov, 1956.
  - Cyclopteropsis jordani Soldatov, 1929.
  - Cyclopteropsis lindbergi Soldatov, 1930.
  - Cyclopteropsis mcalpini (Fowler, 1914).
  - Cyclopteropsis popovi Soldatov, 1929.
- Género Cyclopterus
  - Cyclopterus lumpus Linnaeus, 1758.
- Género Eumicrotremus
  - Eumicrotremus andriashevi Perminov, 1936.
  - Eumicrotremus asperrimus (Tanaka, 1912).
  - Eumicrotremus barbatus (Lindberg & Legeza, 1955).
  - Eumicrotremus derjugini Popov, 1926.
  - Eumicrotremus eggvinii Koefoed, 1956.
  - Eumicrotremus fedorovi Mandrytsa, 1991.
  - Eumicrotremus gyrinops (Garman, 1892).
  - Eumicrotremus orbis (Günther, 1861).
  - Eumicrotremus pacificus Schmidt, 1904.
  - Eumicrotremus phrynoides Gilbert & Burke, 1912.
  - Eumicrotremus schmidti Lindberg & Legeza, 1955.
  - Eumicrotremus soldatovi Popov, 1930.
  - Eumicrotremus spinosus (Fabricius, 1776).
  - Eumicrotremus taranetzi Perminov, 1936.
  - Eumicrotremus tartaricus Lindberg & Legeza, 1955.
  - Eumicrotremus terraenovae Myers & Böhlke, 1950.
- Género Lethotremus
  - Lethotremus awae Jordan & Snyder, 1902.
  - Lethotremus muticus Gilbert, 1896